# 兴奋
兴奋或刺激（Excitation），是一种激动的心情与感受，一般是对发展的鼓励或活动的原因。在神经科学中指某种输入对神经元的膜电位的一种影响，这种影响使膜电位去极化，即向正值移动。兴奋性输入增高神经元发生冲动的可能性。
兴奋性输入可来自多种途径，包括化学突触的兴奋性神经递质（例如谷氨酸或乙酰胆碱），电突触的作用，以及某些感受器的转导过程。